# Williton

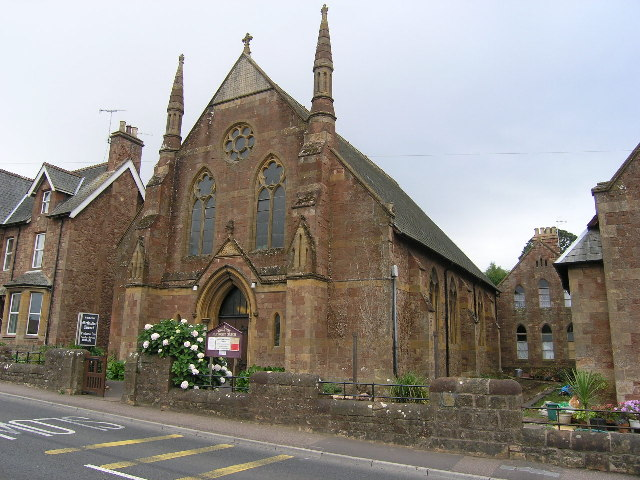
Kaplica metodystów

Williton – wieś w Anglii w hrabstwie Somerset, w dystrykcie Somerset West and Taunton, położona 3 kilometry na południe od Watchet, równo oddalona od Minehead, Bridgwater i Taunton na wzgórzach Quantock Hills. W latach 1974–2019 centrum administracyjne dystryktu West Somerset. Liczba mieszkańców wsi wynosi 2 570. We wsi znajduje się stacja kolei West Somerset Railway. 

## Miasto partnerskie
- Neung-sur-Beuvron